# روژا
روژا (به مجاری:  Ruzsa) یک منطقهٔ مسکونی در مجارستان است که در ناحیه موراهالوم واقع شده‌است. روژا ۸۴٫۶۸ کیلومتر مربع مساحت و ۲٬۸۱۷ نفر جمعیت دارد.